# 2019年8月17日東京反對逃犯條例修訂草案遊行
2019年8月17日東京反對逃犯條例修訂草案遊行是2019年8月17日在日本東京都千代田區的香港經濟貿易代表部前进行的反對逃犯條例修訂草案運動公眾行動，旨在反對香港的《2019年逃犯及刑事事宜相互法律協助法例（修訂）條例草案》。

## 摘要
約400人參加此次活动，他们穿黑色T恤、戴黑色口罩，装扮类似香港示威者。
活動发起人是一名27歲的香港和日本混血兒，其出生於香港，18歲就來日本學習，現在在日本工作。发起這項活動的動機是2019年8月11日香港反對逃犯條例修訂草案遊行中，一名女子右眼懷疑被来自警方雷明登霰彈槍射出的布袋彈擊中後失明。。
當天，在日本的中国人集结前往現場反對此次行动，舉起中國國旗，演唱中國國歌，向遊行人士叫罵，並試圖干擾遊行隊伍前進。警视厅多次介入制止並調停雙方。。

## 外部連結
- 8.17在日港人東京集合：聲援逆權運動・反對黑警濫暴（页面存档备份，存于）
- 東京撐港集會　又有持五星旗中國人踩場（页面存档备份，存于）
- 在日港人東京遊行聲援 遇五星旗阻路叫囂（页面存档备份，存于）
- （页面存档备份，存于）